# Anthurium nitidum
Anthurium nitidum är en kallaväxtart som beskrevs av George Bentham. Anthurium nitidum ingår i släktet Anthurium och familjen kallaväxter. Inga underarter finns listade.